# Comuna Bilîne, Balta
Bilîne (în ucraineană Білине) este o comună în raionul Balta, regiunea Odesa, Ucraina, formată din satele Akulînivka, Bilîne (reședința), Harîtînivka, Petrivka și Vidrada.

## Demografie
Componența lingvistică a comunei Bilîne
     Ucraineană (93,64%)
     Rusă (4,57%)
     Română (1,18%)
     Alte limbi (0,13%)
Conform recensământului din 2001, majoritatea populației comunei Bilîne era vorbitoare de ucraineană (93,64%), existând în minoritate și vorbitori de rusă (4,57%) și română (1,18%).